# 音田正巳
音田 正巳（おんだ まさみ、1917年1月 - 1985年3月）は、日本の経済学者。専門は社会政策の研究。帝塚山大学元学長。

## 経歴・人物
1917年生まれ。大阪府立今宮中学校、大阪高等学校を経て、1936年東京帝国大学経済学部に入学。
1939年（昭和14年）短期現役海軍主計科士官（2期）を志願。同年5月、海軍経理学校に入学し海軍主計中尉に任官。同年9月に卒業。龍驤に配属。以後、第8駆逐隊付、第8駆逐隊主計長、呉鎮守府付呉海軍工廠長承命服務、呉工廠砲熕部員兼会計部員を歴任し、1943年（昭和18年）7月、予備役に編入。同年11月応召して横須賀鎮守府出仕兼海軍航空技術廠出仕となり、1944年（昭和19年）4月、高座海軍工廠会計部員兼総務部員に転じ、同年11月、海軍主計少佐に昇進して終戦を迎えた。
1958年〜1969年大阪府立大学教授として教鞭をとる。その後山口大学教授、広島経済大学教授などを歴任、1979年帝塚山大学学長に就任。1982年同大学退任。専門は社会政策であり、近代的労使関係の在り方を最大テーマとして取り組み、特に現実社会での具体的問題の解決に力を注いだ。

## 社会思想研究会の設立
大学在学中は河合栄治郎の演習に参加し、河合の「人格主義的理想主義」に基づく、共産主義にもファシズムにも反対する態度に感銘し、以降の人生が決定する。卒業後は、戦時下で製鉄会社に就職するも、短期現役海軍士官となったり、戦地に応召することを余儀なくされた。戦後は、各種学校の講師、助教授、教授を歴任し、その間、学外では、戦後河合門下の人と共に社会思想研究会を設立し（出版部門は後に社会思想社となる）、その関西での取りまとめと、教育・普及・拡大に尽力。

## その他の社会的活動
経済審議会、生活環境審議会、中央公害対策審議会など内閣の各種審議会の委員や、大阪府行政改革懇談会、大阪市教育委員会など大阪府と大阪市の各種委員会の委員や、関西空港調査会顧問にも就任。1968年からは長く関西労働文化教育研究所理事長を務めた。

## 著訳書

### 著書
- 『労働運動と社会思想』兵庫県商工労働部、1957年
- 『技術革新に伴う労働力構成の変化とその賃金構造への影響』日本労働協会、1961年
- 『次期経済計画策定の課題――成長・公害・福祉』関西経済研究センター、1971年
- 『窒素酸化物対策の国民的合意を求めて』関西労働文化教育研究所、1977年
- 『私の関西経済論――関西経済研究センター資料』関西経済研究センター、1988年
- 『学制改革に優先する教育課題』関西労働文化教育研究所、1984年

### 共著書
- 『国家と経済』経済学新大系第9巻、河出書房、1952年
- 『社会思想読本』東洋経済新報社、1958年
- 『社会生活の倫理』秀英出版、1958年
- 『産業合理化と労働問題――戦後日本の労働組合』文生書院、1977年
- 『一千弗経済下の韓国』関西労働文化教育研究所、1988年

### 共編書
- 『公害・環境の科学』毎日新聞社、1972年
- 『余暇社会の到来』有信堂、1974年
- 『婦人と労働――日独シンポジウム報告書』日本労働協会、1975年

### 訳書
- 『資本論入門』A・D・リンゼイ著（共訳）、アテネ新書、弘文堂、1951年
  - （改訂版は『カール・マルクスの資本論――思想史的・批判的入門』A・D・リンゼイ著（共訳）、弘文堂、1972年）
- 『革命の研究』E・H・カー著、社会思想研究会出版部、1952年
- 『フェビアン協会社会改革の新構想』フェビアン協会著、社会思想研究会出版部、1954年
- 『民主社会主義の政治理論』E・F・M・ダービン著、社会思想研究会出版部、1957年
- 「政治学入門」H・ラスキ著『イギリスの社会主義思想』世界思想教養全集第17巻、河出書房新社、1963年